# Behind the Red Door
"Behind the Red Door" é o sexto episódio da segunda temporada da série de televisão americana The Americans, e o 19º episódio geral da série. Foi exibido originalmente pela FX, nos Estados Unidos, em 2 de abril de 2014.

## Enredo
Claudia (Margo Martindale) dá instruções a Elizabeth e Philip sobre como matar Larrick (Lee Tergesen) se descobrissem que ele é o assassino de Emmett e Leanne. Enquanto isso, Stan encontra Oleg em uma casa segura e recebe três dias para atender suas exigências. Mais tarde, Elizabeth e Philip encontram Larrick, e ele afirma que queria matar Emmett e Leanne, mas não chegou até eles primeiro. Ambos acreditam nele. Na mesma noite, Elizabeth seduz Philip, querendo encontrar "Clark", mas ele, confuso e um tanto ofendido, recua. Ao mesmo tempo, Stan está em casa jantando enquanto sua esposa e filho falam sobre a morte de John Belushi. Em seguida ele vai para a sala com copiadora e passa pelos registros de vigilância de Oleg.
Elizabeth continua pressionando Philip sobre Clark, mas é interrompida quando eles descobrem que Paige largou a equipe de voleibol e conhecem Kate. Philip diz a ela que planeja matar Larrick depois de uma missão e pede que sua família não seja exposta. Kate aceita o pedido e diz a Elizabeth que Lucia precisa ajudá-la a entrar no Capitólio. Lucia seduz o assistente do congressista, Carl, e o atrai para o escritório para fazer sexo, enquanto Elizabeth rouba os arquivos. Após o feito, ela pede para que o assistente seja morto, assim não haverá rastros até ela.
Stan vai para a casa de Gaad e diz que Nina foi comprometida. O mesmo se recusa a ouvir qualquer coisa para não precisar mentir se for forçado a testemunhar perante um comitê do Congresso. Oleg encontra Arkady e diz a ele que a ARPANET é o futuro. Quando perguntado por ele se Stan atenderá às exigências, ele responde "50-50". Elizabeth seduz Philip e ele a beija sensualmente. Decepcionada, ela exige ver a brutalidade que Clark tem, em vez da natureza sensível de Philip, e ele segue violentamente fazendo sexo com ela. Ele grita com ela "É isso que você quer?", para seu susto. Philip vai ao banheiro enojado consigo mesmo e arranca a peruca enquanto Elizabeth está na cama soluçando.
Lucia está com Carl e ele diz que quer que ela conheça sua família. Ele prepara uma heroína e ela se envenena enquanto o mesmo sai da sala para pegar um pouco de água. Imediatamente após injetar a droga, ele engasga com o vômito e morre. Elizabeth volta para casa e Paige diz que ela largou o voleibol porque se divertiu mais na Igreja. A mesma então pede a seus pais para parar por algum tempo. Mais tarde, Elizabeth vai até Philip e pergunta "Você está com raiva de mim?" Ele diz que não e pergunta a ela sobre Lucia.
Stan diz a Nina que Oleg sabe sobre eles. O mesmo diz que ela vai ter que fazer um teste de polígrafo para ser exfiltrada, e a mesma afirma que está acabada e sai. Larrick confronta Philip em uma missão, e Elizabeth pergunta a Claudia quem procurar em seguida, e ela responde "Eu". Ela disse que estava solitária e em um relacionamento, e pode ter inadvertidamente levado seu amante para Emmett e Leanne. Claudia afirma que ela lhes disse para perseguir o assassino para que ele pudessem permanecer longe dela. Ela também diz a Elizabeth que ela tem sorte de ter Philip em sua vida antes de finalmente se separarem. O episódio termina com Elizabeth indo embora.

## Produção
O episódio foi escrito por Melissa James Gibson e dirigido por Charlotte Sieling.

## Recepção
O episódio foi visto por 1,21 milhão de espectadores. As resenhas para este episódio foram extremamente positivas, e o Wall Street Journal elogiou as performances de Russell e Rhys. O A.V. Club deu ao episódio a nota máxima, A. Alan Sepinwall, da Hitfix, avaliou o episódio de forma positiva.